# Enskede distrikt
Enskede distrikt är ett distrikt i Stockholms kommun och Stockholms län. 
Distriktet ligger i centrala Söderort i Stockholms kommun inom området för Enskede-Årsta-Vantörs stadsdelsområde. 

## Tidigare administrativ tillhörighet
Distriktet inrättades 2016 och utgörs av en del av området som till 1971 utgjorde Stockholms stad i en del av det område som före 1913 utgjorde Brännkyrka socken.
Området motsvarar den omfattning Enskede församling hade 1999/2000.